# Anders Andersson i Varneby
Anders Andersson (i riksdagen kallad Andersson i Varneby), född 2 oktober 1785 i Ytterenhörna socken, död 18 januari 1841 i Ytterenhörna socken, var en svensk häradsdomare och riksdagsman i bondeståndet.
Andersson företrädde Daga, Åkers och Selebo härader av Södermanlands län vid riksdagen 1828–1830.
Vid riksdagen var Andersson elektor för bondeståndets utskottsval. Han var ledamot i allmänna besvärs- och ekonomiutskottet och suppleant för fullmäktige i riksgäldskontoret och suppleant i förstärkta konstitutionsutskottet. Han var även tillfällig ledamot i förstärkta statsutskottet och suppleant i förstärkta stats- och bankoutskotten.